# Charles De Wailly
Charles De Wailly (Paris, 9 de novembro de 1730 —  Paris, 2 de novembro de 1798) foi um arquiteto e designer da França, uma das principais figuras do Neoclassicismo francês.

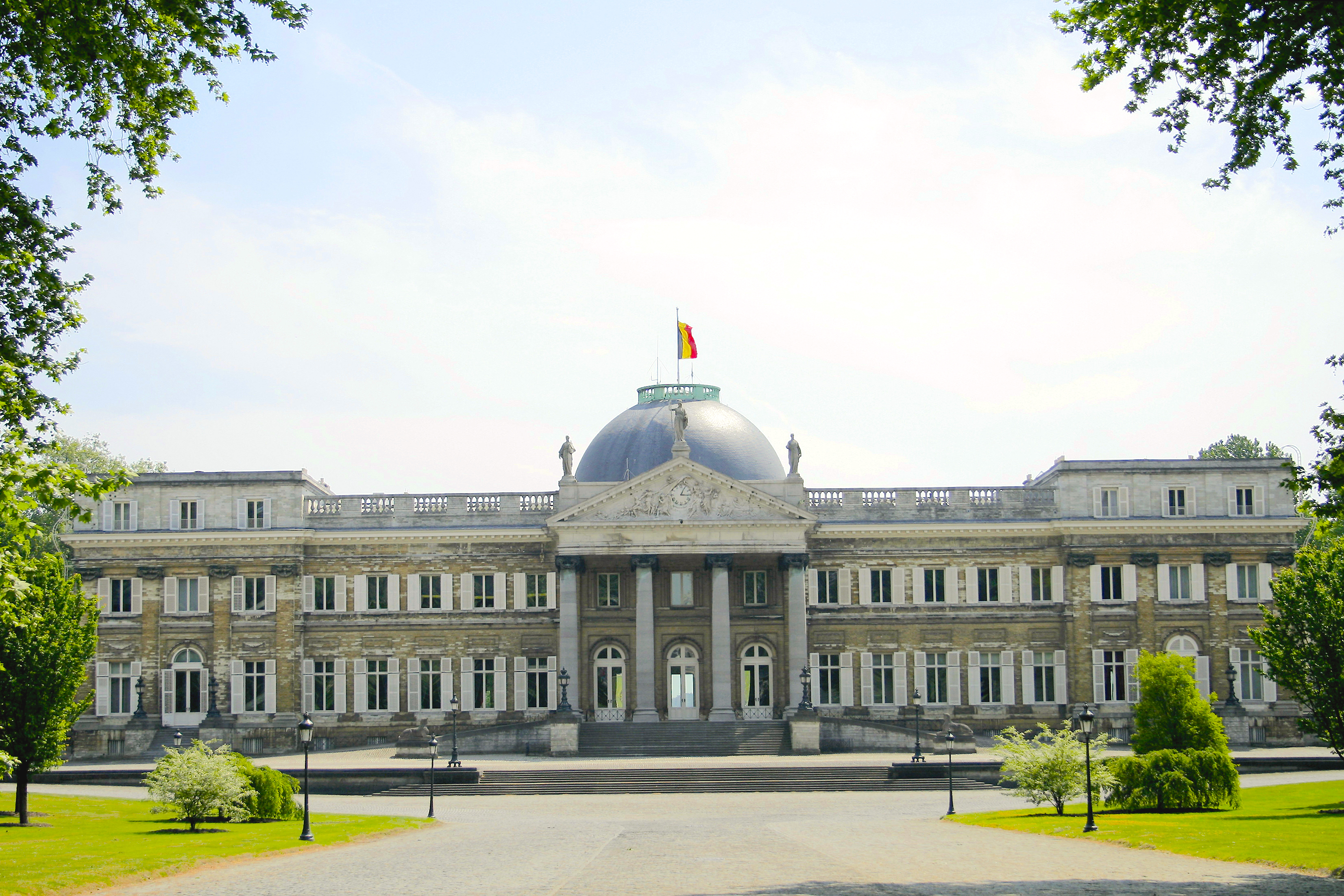
Castelo Real de Laeken(Bélgica).

Foi aluno de Jacques-François Blondel, Giovanni Niccolò Servandoni e Jean-Laurent Le Geay. Recebeu o Prêmio de Roma e foi se aperfeiçoar na Academia Francesa de Roma. Tornou-se amigo de Augustin Pajou e fez escavações nas Termas de Diocleciano. Voltando a Paris foi recebido Academia de Arquitetura e na Academia de Artes. Foi indicado arquiteto do Château de Fontainebleau, junto com Marie-Joseph Peyre, e trabalhou entre outros lugares no Castelo Real de Laeken, no Château de Menars, no Château des Ormes, no Château de Montmusard, no pequeno teatro Seneffe Casrelo, e foi nomeado conservador do museu da Academia de Artes e viajou aos Países Baixos para adquirir obras de arte. Reorganizou o centro urbano de Kassel e projetou o Palácio Sheremetev na Rússia. Sua obra principal é o Teatro Odéon, que projetou em parceira com Peyre.

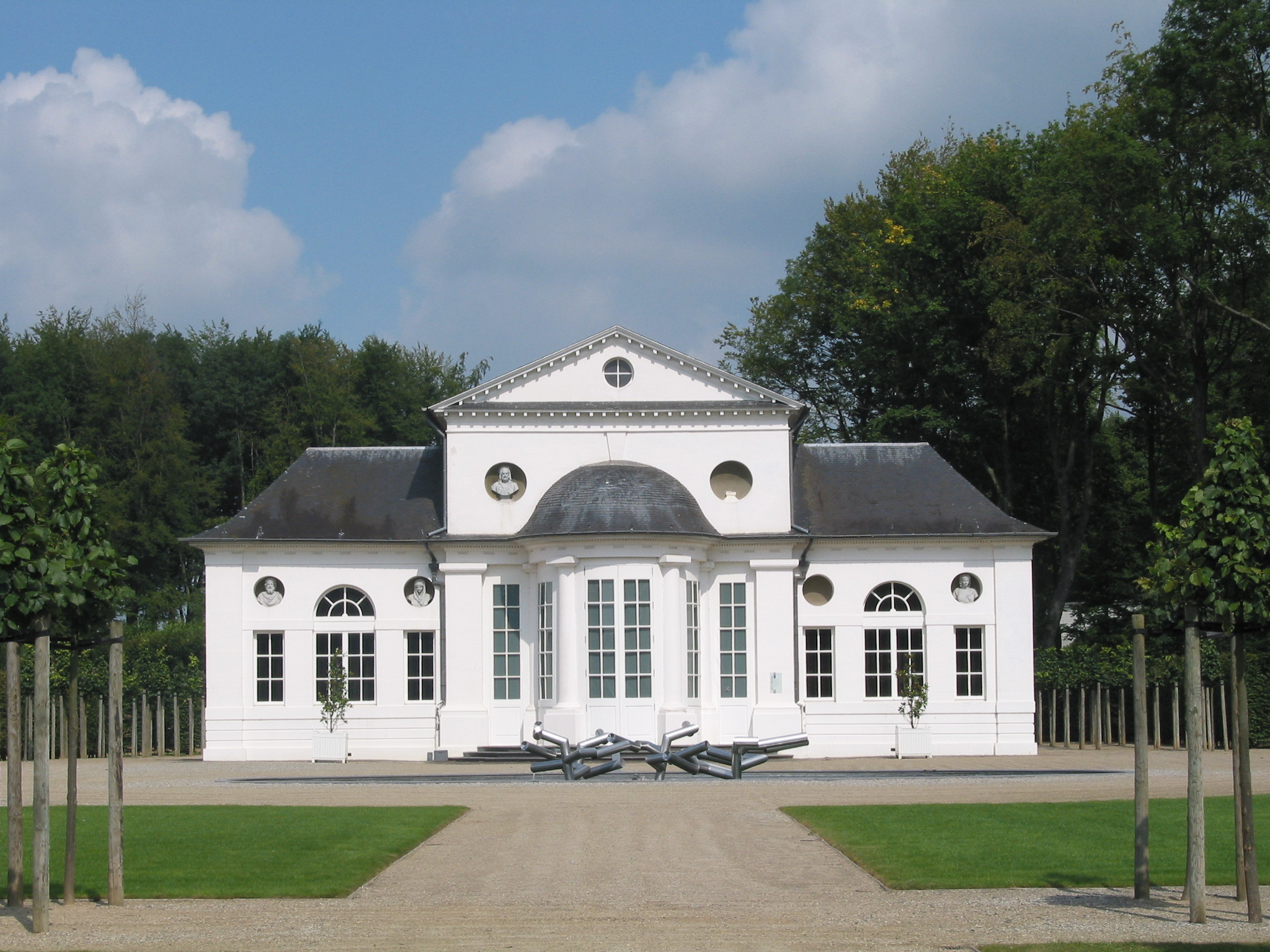
Pequeno teatro de Seneffe Castelo (Bélgica).